# Lucio Cornelio Cinna (pretore 44 a.C.)
Lucio Cornelio Cinna (in latino: Lucius Cornelius Cinna; fl. I secolo a.C.) è stato un politico romano.
Figlio del Lucio Cornelio Cinna console negli anni 87, 86, 85 e 84 a.C., e fratello della moglie di Gaio Giulio Cesare Cornelia Cinna, appartenne anch'egli alla parte democratica e fu pretore nel 44 a.C.; partecipò alla congiura delle idi di marzo. Sposato con la figlia di Pompeo Magno, Pompeia, ebbe da lei il figlio Gneo Cornelio Cinna Magno, console nel 5 D.C. Odiato come il padre, al suo posto fu ucciso Elvio Cinna (per alcuni l'omonimo poeta), per sbaglio scambiato dai sicari.